# Сергій (Ланін)
Сергій Ланін (20 липня 1852 — 5 серпня 1904) — церковний діяч часів Російської імперії.

## Життєпис
Походив з купецької родини. Його батько Іван Ланін був старообрядцем. Народився 1852 року в Москві, отримавши ім'я Костянтин. Закінчив навчання в другій Московській гімназії. Потім вільним слухачем вступив до Московського університету, звідки перевівся до Московської духовної семінарії. У 1878 році вступив до церковно-історичного відділення Московської духовної академії.
У 1880 році прийняв чернечий постриг, змінивши ім'я на Сергій. 16 червня 1882 року висвячений у сан ієромонаха. Того ж року закінчив духовну академію зі ступенем кандидата богослов'я і призначений доглядачем Дмитровського духовного училища.
У 1884 році стає соборним ієромонахом Московського Донського монастиря. 1885 року призначено ректором Костромської духовної семінарії та архімандритом Богородицького Ігрицького монастиря. Водночас стає цензором «Костромських єпархіальних відомостей» (до 1888 року). 1887 року призначено головою Костромської єпархіальної училищної ради (до 1889 року). Того ж року став фундатором зразкової школи при Костромської духовної семінарії. Також призначено редактором «Костромських єпархіальних відомостей» (до 1890 року).
1890 року призначено ректор Симбірської духовної семінарії та архімандритом Симбірського Покровського монастиря. 1893 року отримує посаду намісника Києво-Печерської лаври.на цій посаді уславився встановленням в лаврі виняткової богослужбової дисципліни, до якої у Ланіна була незвичайна пристрасть. В результаті богослужіння лаври і її церковние порядки стали зразком для багатьох монастирів.
1896 року стає єпископом Уманським і вікарієм Київської єпархії. Невдовзі очолив єпархіальнну училищну раду. 1902 року отримав Псковсько-Порхівську єпархію. 1903 року призначається архієпископом Ярославським і Ростовським. Помер 1904 року. Поховано в Ярославському кафедральному соборі.